# Epelysidris brocha
Epelysidris brocha är en myrart som beskrevs av Bolton 1987. Epelysidris brocha ingår i släktet Epelysidris och familjen myror. Inga underarter finns listade i Catalogue of Life.

## Bildgalleri

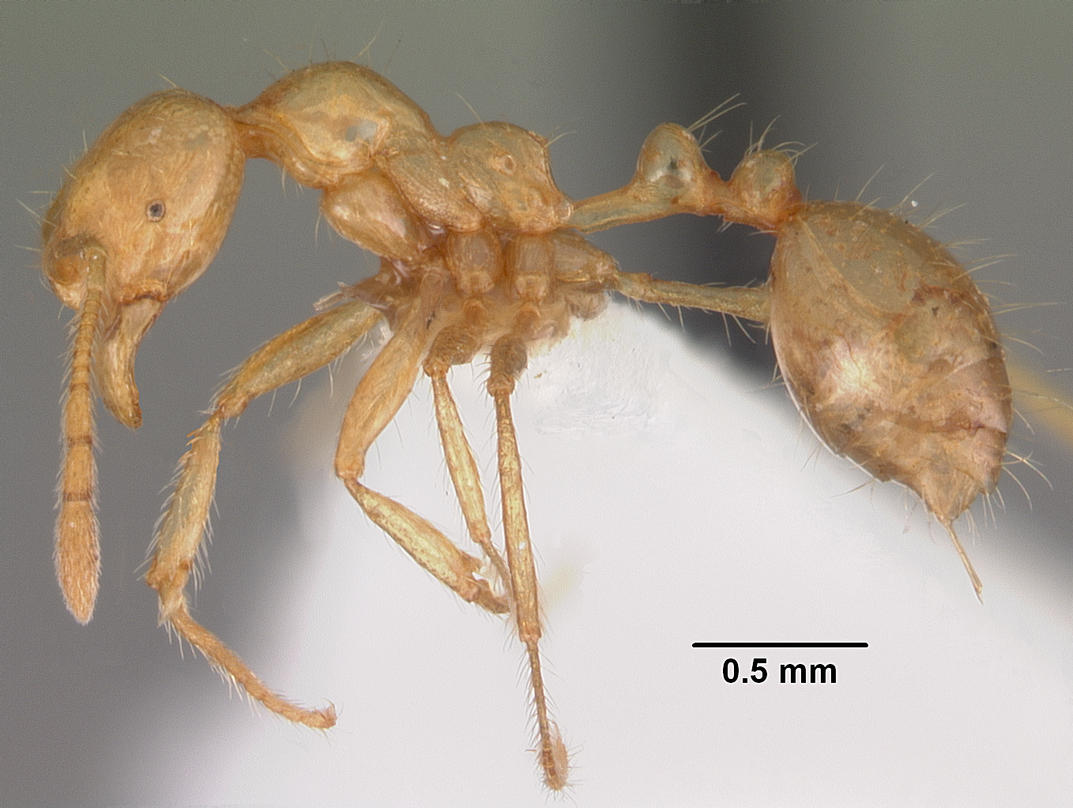